# Lago de Thun
El lago de Thun (del alemán: Thunersee) está ubicado en el Oberland bernés en Suiza, al norte de los Alpes y al sur del Cantón de Berna.
Tiene 17,5 km de largo por 3,5 km de ancho, su área total es de 48,3 km² y la profundidad máxima de 217 m. La ciudad de Thun está ubicada al norte del lago y le da a este su nombre. 
El Lago de Thun fue creado luego de la última glaciación. Originalmente estaba unido con el Lago de Brienz. El lago completo (Thun y Brienz) era llamado Wendelsee.
El lago está localizado a 558 metros sobre el nivel del mar. El área de cobertura es de aproximadamente 2500 km². Esta área es frecuentemente inundada cuando las lluvias son demasiado fuertes, esto sucede ya que el Aar, que es el río por donde se evacúa el lago, es demasiado estrecho, lo que no permite la evacuación de suficiente agua. Esto indica que el lago tiene una capacidad muy limitada. Las últimas inundaciones fueron en el mes de agosto de 2005, en las cuales, unas nueve personas perdieron la vida y en las que se produjeron daños materiales por unos 2000 millones de francos (unos USD 1600 millones)[cita requerida].
El lago recibe agua del lago de Brienz, que es su principal afluente. El lago cuenta también con una pequeña industria pesquera. Después de 1835 se empezó a explotar el lago comercialmente. Actualmente los diez barcos de pasajeros son operados por la compañía cantonal de transporte público, BLS (Bern-Lötschberg-Simplon).
A orillas de lago quedan las ciudades de Thun, Interlaken y Spiez.
- Datos: Q14426
- Multimedia: Lake Thun / Q14426